# Mucropetraliella thenardii
Mucropetraliella thenardii is een mosdiertjessoort uit de familie van de Petraliellidae.